# Теобальд, Дензилл
Де́нзил Те́обальд (англ. Densill Theobald; 27 июня 1982, Порт-оф-Спейн, Тринидад и Тобаго) — тринидадский футболист, игравший на позиции полузащитника. Выступал за сборную Тринидада и Тобаго, являлся капитаном команды.

## Клубная карьера
Выступает на позиции полузащитника. Теобальд поиграл в чемпионатах Тринидада и Тобаго, Канады, Шотландии и Венгрии. С 2011 года по 2012 год играл за индийский клуб «Демпо». С 2014 года являлся игроком команды «Ист Бенгал».

## Международная карьера
Дензил Теобальд выступает за сборную Тринидада и Тобаго с 2002 года. Вместе с нею принимал участие в ЧМ по футболу 2006 года в Германии. В 2012 году стал капитаном национальной сборной.